# Chlorophorus angustatus
Chlorophorus angustatus là một loài bọ cánh cứng trong họ Cerambycidae.